# 科罗纳山脉
科罗纳山脉（Coronae Montes）是火星上的一座山脉，直径约236公里（147英里），其名称取自古典照率名，1991年被国际天文学联合会正式接受。

## 另请查看
- 火星山脉列表